# Stefan Ralski
Stefan Ralski, ps. „Szuwar”, „Szczupak” (ur. 2 listopada 1913 w Osieczanach, zm. 1984) – obrońca Przemyśla w 1939, współorganizator i działacz organizacji podziemnych, dowódca oddziału partyzanckiego Armii Krajowej. Po wojnie wywiadowca Rządu Polskiego na uchodźstwie. Sądzony w procesie pokazowym członków WiN, tzw. „procesie krakowskim”. Po 1956 lektor języków obcych.

## Życiorys
Brat prof. Edwarda Ralskiego i prof. Eugeniusza Ralskiego. Studiował germanistykę na Uniwersytecie Jagiellońskim w Krakowie. W kampanii wrześniowej 1939 r. walczył w obronie Przemyśla.
Od końca 1939 r. brał czynny udział w zakładaniu patriotycznych organizacji konspiracyjnych, SZW potem ZWZ i następnie Armii Krajowej (AK) na terenie powiatu myślenickiego. Utworzył siatkę wywiadowczą, której zadaniem było dokumentowanie zbrodni hitlerowskich, śledzenie ruchów wojsk hitlerowskich oraz zbieranie informacji na temat działalności okupanta. W kwietniu 1941 r. został aresztowany przez Niemców. Przetrzymywano go i przesłuchiwano przez kilka dni, ale nie znaleziono dowodów na jego konspiracyjną działalność.
W obawie przed kolejnym aresztowaniem przeprowadził się do Czernichowa, na zachód od Krakowa, gdzie dowodził oddziałem Armii Krajowej już do końca wojny. Nadal prowadził działania wywiadowcze w ramach AK.
Od września 1945 r. należał do organizacji „Wolność i Niezawisłość” (WiN). Nadal zajmował się wywiadem na terenie powiatu myślenickiego. W lutym 1946 r. pełnił funkcję szefa łączności zewnętrznej Batalionów Wywiadowczych Obszaru Południowego WiN. Zorganizował drogę łączności między ambasadą Wielkiej Brytanii w Polsce a WiN. W marcu 1946 r. przesłał materiały wywiadowcze rządowi polskiemu w Londynie.
Został aresztowany w sierpniu 1946 r. w Krakowie. 10 września 1947 r. był sądzony w wielkim procesie pokazowym członków WiN, tzw. „procesie krakowskim”. Został skazany na 10-letnie więzienie. Z więzienia został zwolniony na mocy amnestii w 1956 r. Po opuszczeniu więzienia pracował na Akademii Medycznej w Krakowie jako lektor języków obcych. Od 1963 r. pracował w Technikum Ekonomicznym w Myślenicach jako nauczyciel języka niemieckiego. Zmarł w 1984 r. Spoczywa na myślenickim cmentarzu przy kościele św. Jakuba w Myślenicach.

## Upamiętnienie
W roku 2021 jedno z rond ulicznych w Myślenicach nazwano imieniem Braci Ralskich – Edwarda, Eugeniusza i Stefana.